# Duitse en Oostenrijkse theaterpraktijk in de Nieuwste Tijd
Het merendeel van de 18e-eeuwse theatergebouwen werd in barokke stijl opgetrokken. In de 19e eeuw waren dit eerder eclectische stijlen, hoewel vaak gebaseerd op de barok en het classicisme (neoclassicisme).
De interieurs waren vaak weelderig versierd met fresco's en afbeeldingen van beroemde acteurs, zoals in het Burgtheater. Voor de zitjes werd vaak gekozen voor rode tot bordeaux gekleurde stof, zowel op het benedenvlak (echter niet voor de goedkoopste plaatsen) als voor de bekleding van de aparte loges. Aan het opeenstapelen van zulke aparte loges kwam langzamerhand een einde na de bouw van het Bayreuth Festspielhaus in 1876, waar men weer voor de vorm van een klassiek amfitheater koos, hetgeen de zichtbaarheid voor alle toeschouwers bevorderde. 

## Acteurs
In de 18e eeuw stonden de acteurs, door hun voorstellingen aan de hoven, in groot aanzien bij de vorsten. Toch werden zij slechts beschouwd als een aanvulling van het decor. We spreken nu van het zogenaamde "Sterrentheater": de acteurs deden elk hun eigen ding, en speelden zonder enige vorm van samenspel.
Het was pas vanaf de 19e eeuw dat men belangstelling begon te krijgen voor de persoon van de acteur, en dat er aandacht besteed werd aan het samenspel.

## Reputatie van theater
Theater was in de 18e eeuw een vooral aristocratische aangelegenheid: de stukken werden geschreven voor de adel, die het grootste deel van het publiek uitmaakte. Er waren tafeltjes voorzien waar men een kaartje kon leggen, drinken en gezellig kon praten, zelfs dwars door de voorstelling heen. De eeuw daarop speelde vooral het theatergebouw, een belangrijke rol, als mondaine ontmoetingsplaats waar het societyleven van de burgerij zich afspeelde. Praten, kaarten en drinken was niet langer toegestaan: stilte en concentratie waren van nu af aan de norm.
Ook voor het gewone volk waren er theaters: de zogenaamde volksschouwburgen, waar populair-romantische drama's gespeeld werden, die de massa ontroerden.

## Decor
De decors in de 18e eeuw bestonden uit de vaste types die voor alle toneelstukken werden gebruikt (zowel tragedies als komedies): bijvoorbeeld 'de straat', 'het paleis', 'het bos', 'de kerk' … Rond 1800 begint men echter decors te ontwerpen voor afzonderlijke toneelstukken. Men begint dan ook de eerste speciale effecten te creëren. Met transparant geschilderde delen bekwam men bijvoorbeeld enkele romantische effecten als maanlicht, brand … Overal in Europa werden in het decorontwerp dezelfde principes toegepast. 
Voor het Duitse taalgebied waren de belangrijkste decorontwerpers Friedrich Beuther, Karl Friedrich Schinkel en de leden van de Quaglio-familie.
Eind 19e eeuw kwam er een reactie tegen de coulissendecors van de eeuwen ervoor. Hertog George II van Saksen-Meiningen, bijvoorbeeld, zocht met zijn toneelgroep naar de historische echtheid van decor en kostuums. Het Meiningse theater was onder George II ook onovertroffen wat betreft massascènes, licht en geluid.

## Belichting
Het theater en vooral het speelvlak werden in die tijd belicht door kaarskronen in de toneelopening en door aan de achterzijde van elke coulisse aangebrachte smeerbakken (schalen waarin pitten dreven) of metalen kooien met vuur. Deze laatste veroorzaakten echter meermaals branden (bijvoorbeeld in het Ringtheater te Wenen in 1881). Ook werd er vaak gebruikgemaakt van toortsen en flambouwen. Na de uitvinding van het gaslicht (1820) werden steeds minder fakkels gebruikt. Circa 1880 deed het elektrisch licht zijn intrede, waardoor men het speelvlak kon belichten met krachtige schijnwerpers.

## Het Burgtheater
Het Weense Burgtheater heette oorspronkelijk Theater an der Burg; later werd dit Hofburgtheater, het nationaal theater van Oostenrijk, dat werd gesticht in 1741 door keizerin Maria Theresia en gereorganiseerd in 1776 door keizer Jozef II, tot een nationaal theater in de geest van de Comédie Française.
In 1888 werd het nieuwe gebouw van het Burgtheater geopend: het was het eerste elektrisch verlichte theatergebouw ter wereld.
Het Burgtheater weerspiegelde en weerspiegelt nog steeds het beste dat het Duitstalige klassieke toneel te bieden heeft. Het genoot een enorme internationale faam. 

## Weimar
Omdat de politieke en militaire macht van de Duitse vorsten eerder beperkt waren, kozen zij er vaak voor om zwaar te investeren in kunst en cultuur, en zich te laten omringen door de meest belovende kunstlui. Dit werd een van de weinige middelen om hun eigen glans en aanzien te verhogen. Zo is het voormalige hertogdom Saksen-Weimar-Eisenach een mooi voorbeeld, waar de (groot-)hertogen, door hun opgebouwde kunsterfgoed, het prestige van hun hertogdom verhoogden als substituut voor effectieve politieke macht.
Aan het Hoftheater van Weimar werd onder de artistieke directie van Goethe de nadruk gelegd op het samenspel.
Het voormalige Hoftheater van Weimar werd gebouwd in 1908 en in 1919 verheven tot Deutsches Nationaltheater.Op de voorgrond zien we het standbeeld van Goethe en Schiller.